# Effets bénéfiques des pesticides
Les effets bénéfiques des pesticides sont relativement peu présents dans les publications scientifiques consacrées aux pesticides, qui traitent très majoritairement des risques associés à ces substances.
Ils sont cependant réels et peuvent se classer dans trois grandes catégories, meilleure protection des cultures contre les différents types de bioagresseurs, protection de la santé humaine contre les vecteurs de maladies humaines et animales, par exemple le paludisme, protection des activités humaines, notamment les infrastructures contre divers organismes ou microorganismes, par exemple lutte contre les termites dans les bâtiments. Ils entraînent des effets secondaires bénéfiques relativement méconnus, car peu intuitifs, comme une contribution à la sécurité sanitaire des aliments (réduction des mycotoxines), ou comme un contribution au maintien de la biodiversité que permet la réduction des surfaces cultivées liée à l'intensification.
De nombreux pays, dont la France, ont engagé une réduction de l'utilisation des pesticides, notamment dans l'agriculture, qui nécessite une prise en compte de la balance des avantages et inconvénients de l'utilisation des pesticides. 